# 風月堂 (島根県松江市)
風月堂（ふうげつどう）は、島根県松江市の和菓子店。

## 概要
松江市は京都市、金沢市に並ぶ日本有数の茶どころ、和菓子どころとして知られる。
風月堂は、松江市内の和菓子産業の中でも民芸運動の影響を強く受けており、創業当時と変わらない製法で菓子の製造と販売を続けている。

## 主な商品
八雲小倉
カステラに粒あんを挟んだ風月堂の名物菓子。
1933年（昭和8年）に京都の「小倉草紙」にヒントを得て考案された。
手漉き出雲和紙に乗せてカステラを焼くため、カステラの表面が「宍道湖の夕焼け雲」のようになることから命名されている。
黒小倉
黒砂糖で作った羊羹。

## 歴史
1886年（明治19年）創業。京都伏見の駿河屋で修行した初代・中西栄之助の白小豆の紅流し羊羹が評判となった。
3代目となる中西万助が、陶芸家・河井寛次郎の助言を容れて開発した小倉羹の「黒小倉」、手漉きの和紙を敷いてカステラを焼くことで「出雲」の枕詞である「八雲」を表した「八雲小倉」などを考案し、現代に続く風月堂の土台を築いた。
河井寛次郎だけではなく、柳宗悦、濱田庄司、バーナード・リーチ、棟方志功といった面々も民藝指導の目的で度々、島根県松江市を訪れ、中西万助の風月堂、三英堂、彩雲堂といった松江市の菓子舗と交流を深め、菓子の扁額や揮毫に足跡を残している。
3代目・中西万助から受け継いだ7種類の菓子は、材料も製法も当時のまま‐岡山産の備中大納言や白小豆を手選りし、八重山産の黒砂糖の塊をハンマーで叩いて砕き、小豆を炊いて餡を練り上げて、作られている。